# Undecided
«Undecided» (рус. Нерешительный) — мировой сингл американского певца Криса Брауна из девятого студийного альбома Indigo, изданный 4 января 2019 года. Песня содержит образец хита американской певицы R&B Шанис 1991 года "I Love Your Smile".

## Музыкальное видео
4 января 2019 года Крис Браун загрузил музыкальное видео «Undecided» в свой аккаунт YouTube. Музыкальное видео показывает камеи из Serayah. На 20 января 2025 года клип имеет более 124 миллионов просмотров.

## Коммерческое исполнение
Песня дебютировала под номером 35 в американском Billboard Hot 100.

## Чарты
| Чарт (2019)                                | Пиковая позиция |
| ------------------------------------------ | --------------- |
| Australia (ARIA)                           | 56              |
| Бельгия/Фландрия (Ultratip Bubbling Under) | 47              |
| Канада (Billboard Canadian Hot 100)        | 57              |
| Германия (GfK)                             | 94              |
| Ireland (IRMA)                             | 56              |
| Нидерланды (Single Top 100)                | 61              |
| New Zealand (Recorded Music NZ)            | 15              |
| Sweden Heatseeker (Sverigetopplistan)      | 15              |
| Швейцария (Schweizer Hitparade)            | 47              |
| Великобритания (OCC UK Singles)            | 15              |
| США (Billboard Hot 100)                    | 35              |
| США (Billboard Hot R&B/Hip-Hop Songs)      | 15              |

## Релиз
| Регион   | Дата          | Форамт                      | Лейбл | Прим. |
| -------- | ------------- | --------------------------- | ----- | ----- |
| Весь мир | 4 января 2019 | Цифровая загрузка, стриминг | RCA   | [ 1 ] |